# Krabaten 2

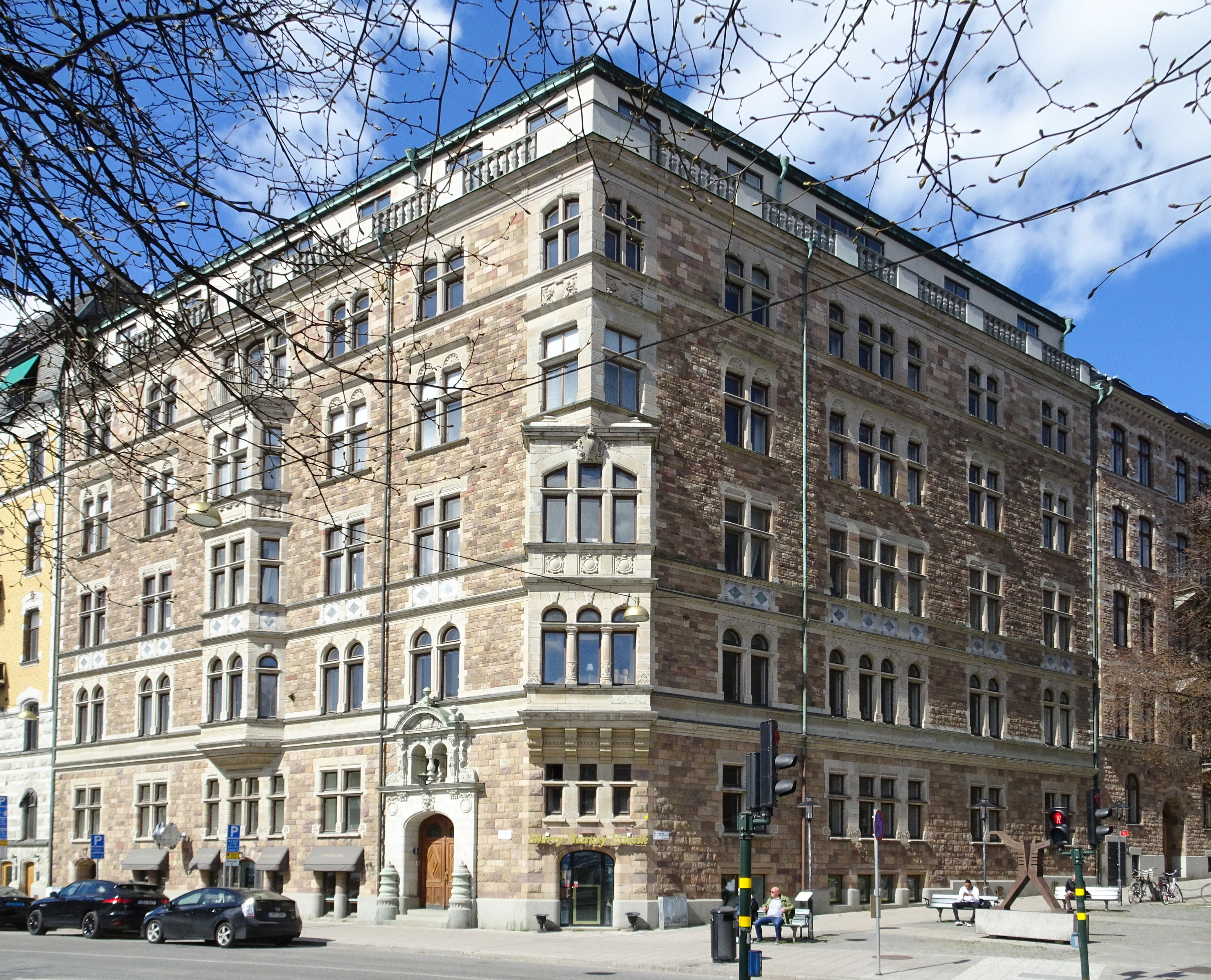
Strandvägen 15, maj 2022.

Krabaten 2 är en kulturhistoriskt värdefull fastighet i kvarteret Krabaten i hörnet Strandvägen 15 / Grevgatan 1 på Östermalm i Stockholm. Byggnaden uppfördes 1896 efter ritningar av arkitekten Johan Laurentz och är blåmärkt av Stadsmuseet i Stockholm vilket betyder "att bebyggelsen bedöms ha synnerligen höga kulturhistoriska värden".

## Byggnadsbeskrivning

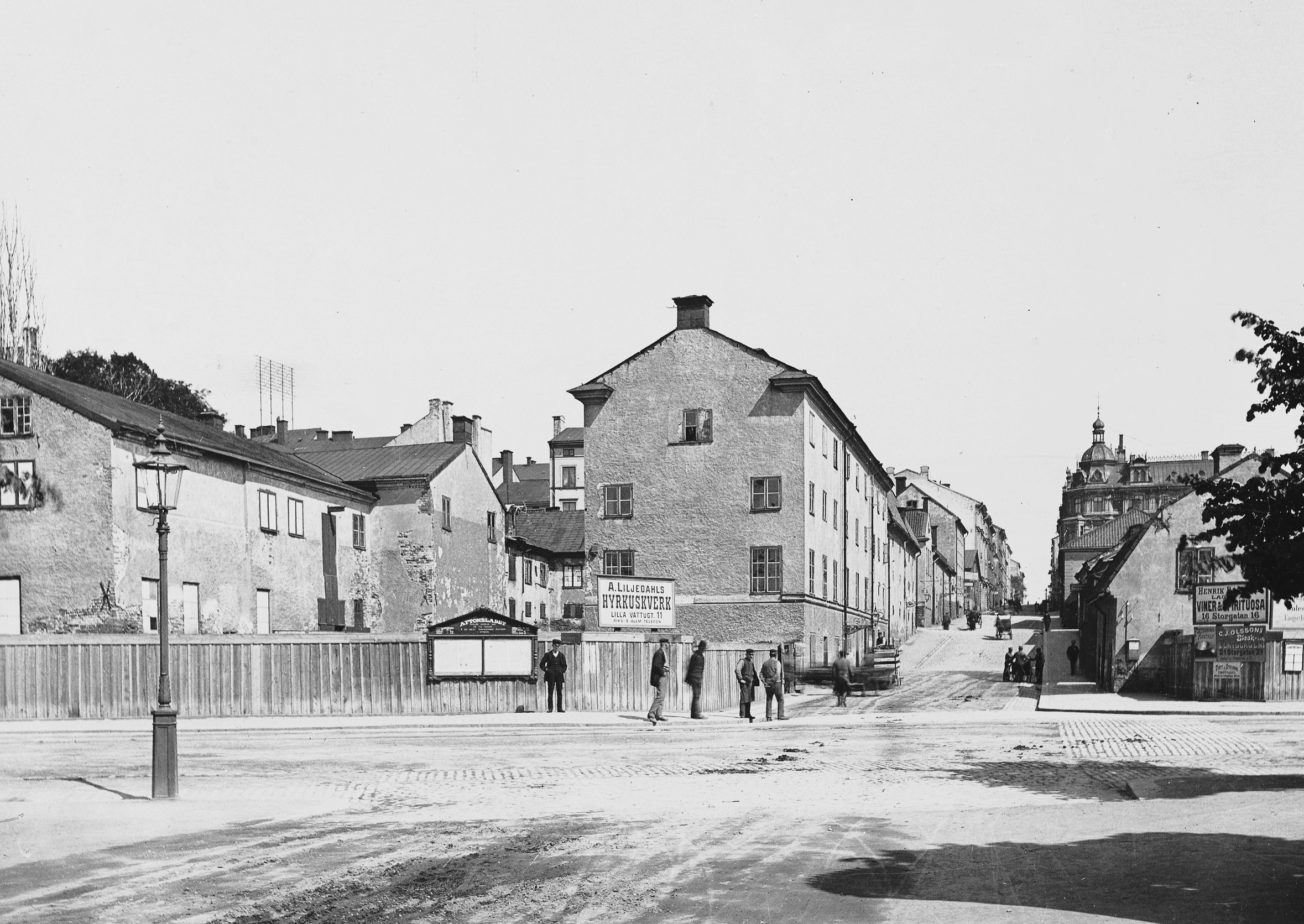
Grevgatan vy från Strandvägen mot norr, 1894 (blivande nr 15 till vänster).

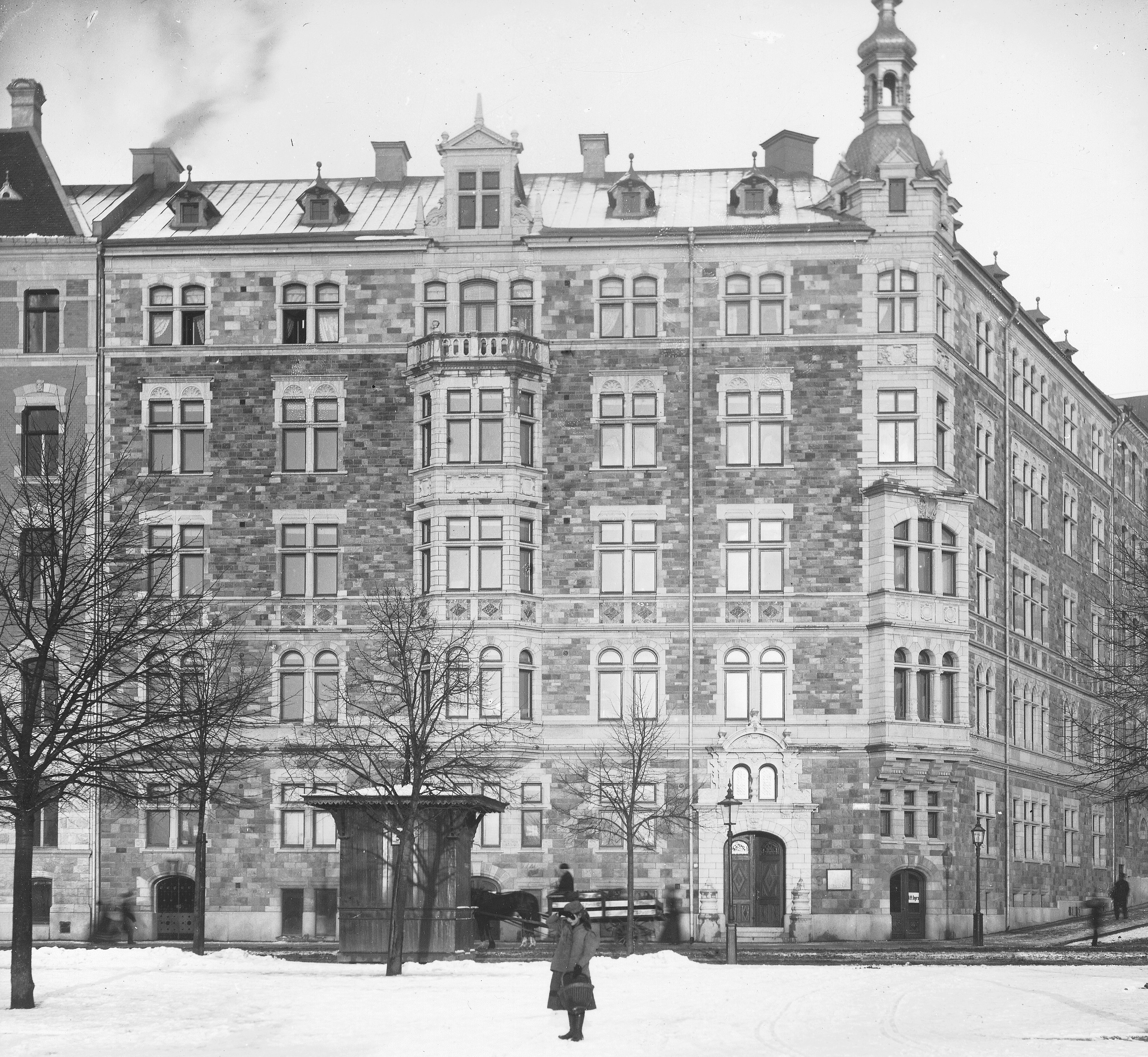
Strandvägen 15, omkring 1910.

Den då nya fastigheten Krabaten 2 hade förvärvats av byggmästaren Per August Wersén. På platsen fanns efter 1819 den nybildade Veterinärinrättningen i Stockholm (sedermera kallad Veterinärhögskolan) som fanns kvar i kvarteret östra del fram till 1880 då man flyttade till nya lokaler strax norr om Karlaplan (se Veterinären 10). Bebyggelsen revs 1894. Wersén kom även att uppföra det nya huset på denna attraktiva hörntomt. Ibland uppträdde han även som byggherre och fastighetsägare ensam eller tillsammans med sonen, byggnadsingenjören Jakob Wersén (1876-1938). 
Till arkitekt hade han anlitat Johan Laurentz. Samtidigt byggde Sven Fritiof Wennerholm på granntomten Krabaten 3 och året innan hade byggmästaren Johan Pettersson Edlund färdigställd Krabaten 4. Därmed skulle kvarterets hela front mot Strandvägen mellan Skeppargatan och Grevgatan bli fullbordad. 
Johan Laurentz stod som arkitekt, utöver Krabaten 2, bakom ytterligare tre exklusiva hus längs Stockholms nya paradgata: Klippan 9 (Strandvägen 9), Ädelman mindre 11 (Strandvägen 17) och Sergeanten 1, 8, 7, 6 (Strandvägen 35-41). Ädelman mindre 11 och Krabaten 2 kom att bli en sorts portalbyggnader för Grevgatan. 
På Krabaten 2 ritade Laurentz en byggnad med fem våningar för bostäder och en souterrängvåning för affärslokaler. Fasaden mot Strandvägen / Grevgatan kläddes i kopphuggen sandsten i olika röda nyanser med inslag av gråvit sandsten kring fönster, huvudportalen och burspråk, liksom för lister och dekorativa bårder. Ett burspråk i tre våningar reser sig mitt på Strandvägsfasaden och avslutas med en balkong. För övrigt fanns inga fler balkonger. 
Ett horisontalt band mellan våning två och tre har mönstrade marmorfält under fönstren. Ytterligare ett burspråk i två våningar accentuerade hörnet vid Grevgatan. Ursprungligen avslutades hörnet med en lanterninkrönt tornhuv. Arrangemanget försvann när en extra vindsvåning tillkom på 1930-talet (arkitekt Torsten Josephson). Som bruklig utfördes gårdsfasaderna enklare (putsade). 
Stort omsorg lades vid gestaltningen av huvudentrén. Porten är av snidad ek, tvådelad och med välvda blyglasade fönster på varje dörrblad. Portalens slutsten är gestaltad som maskaron med mansansikte. Däröver reser sig två välvda fönster omgivna av kapitäl med kvinnohuvuden och en kartusch överst. Allt är rik smyckat med festonger och girlanger i sten. 

### Fasaddetaljer

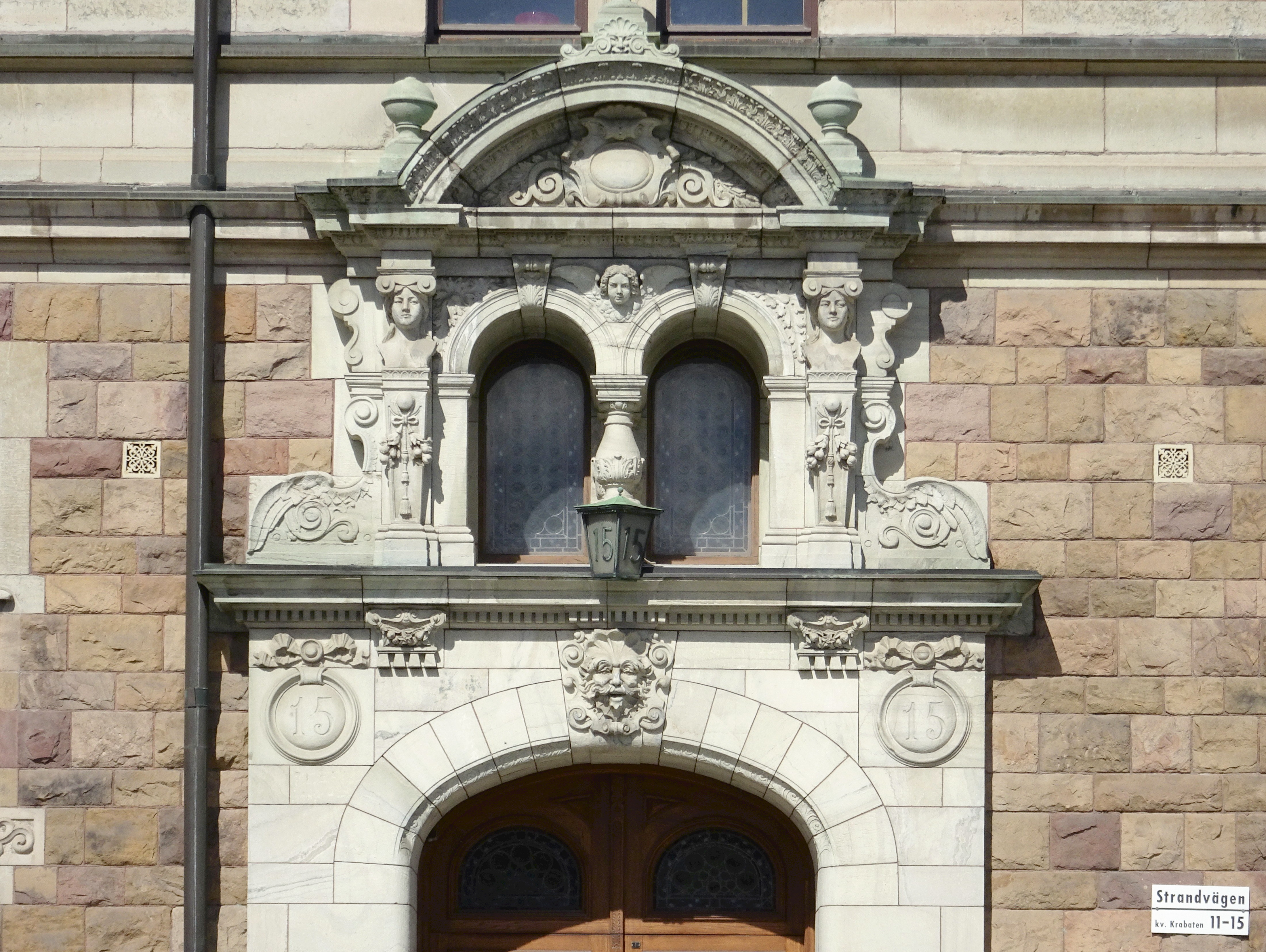
Portalöverdelen.
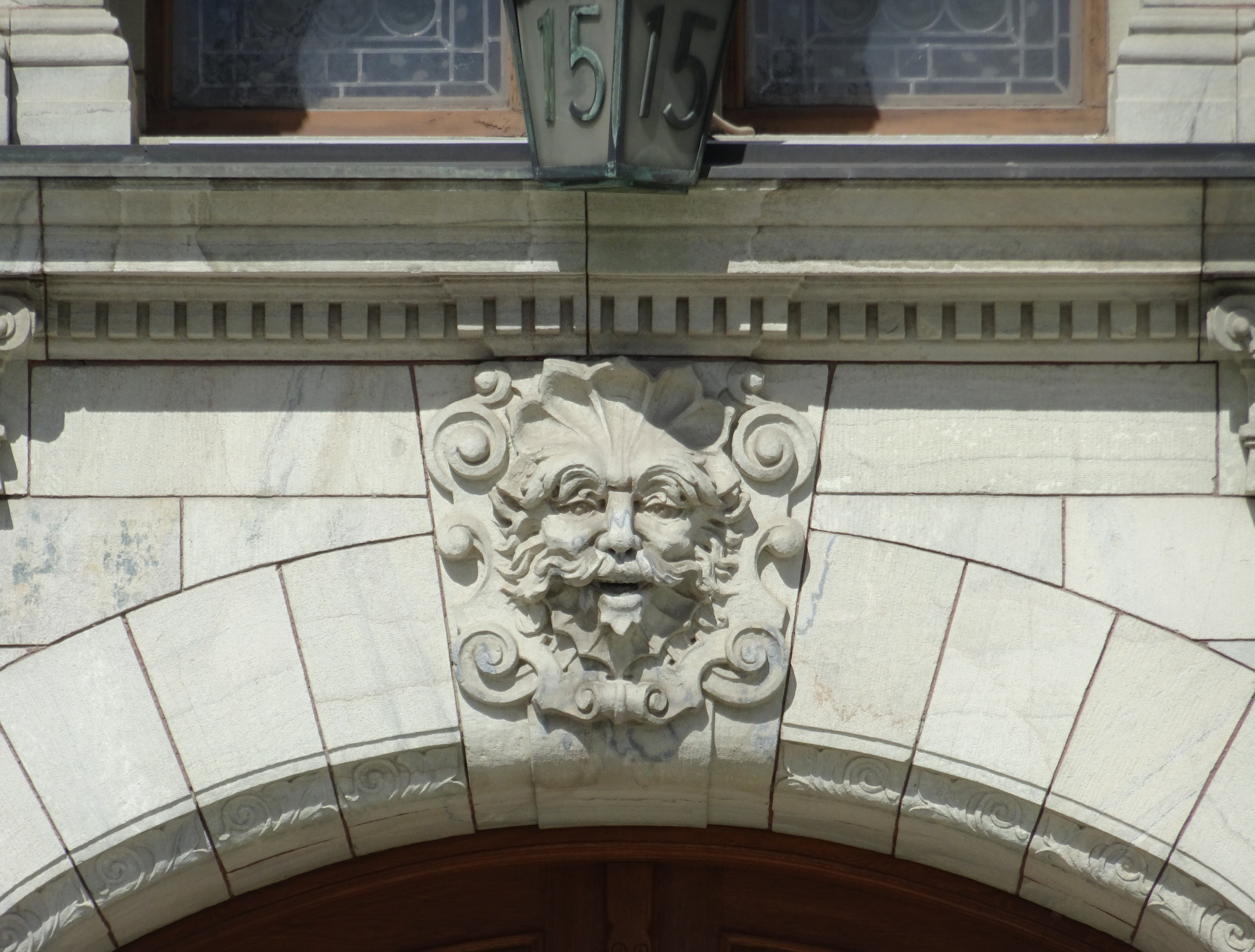
Maskaronen.
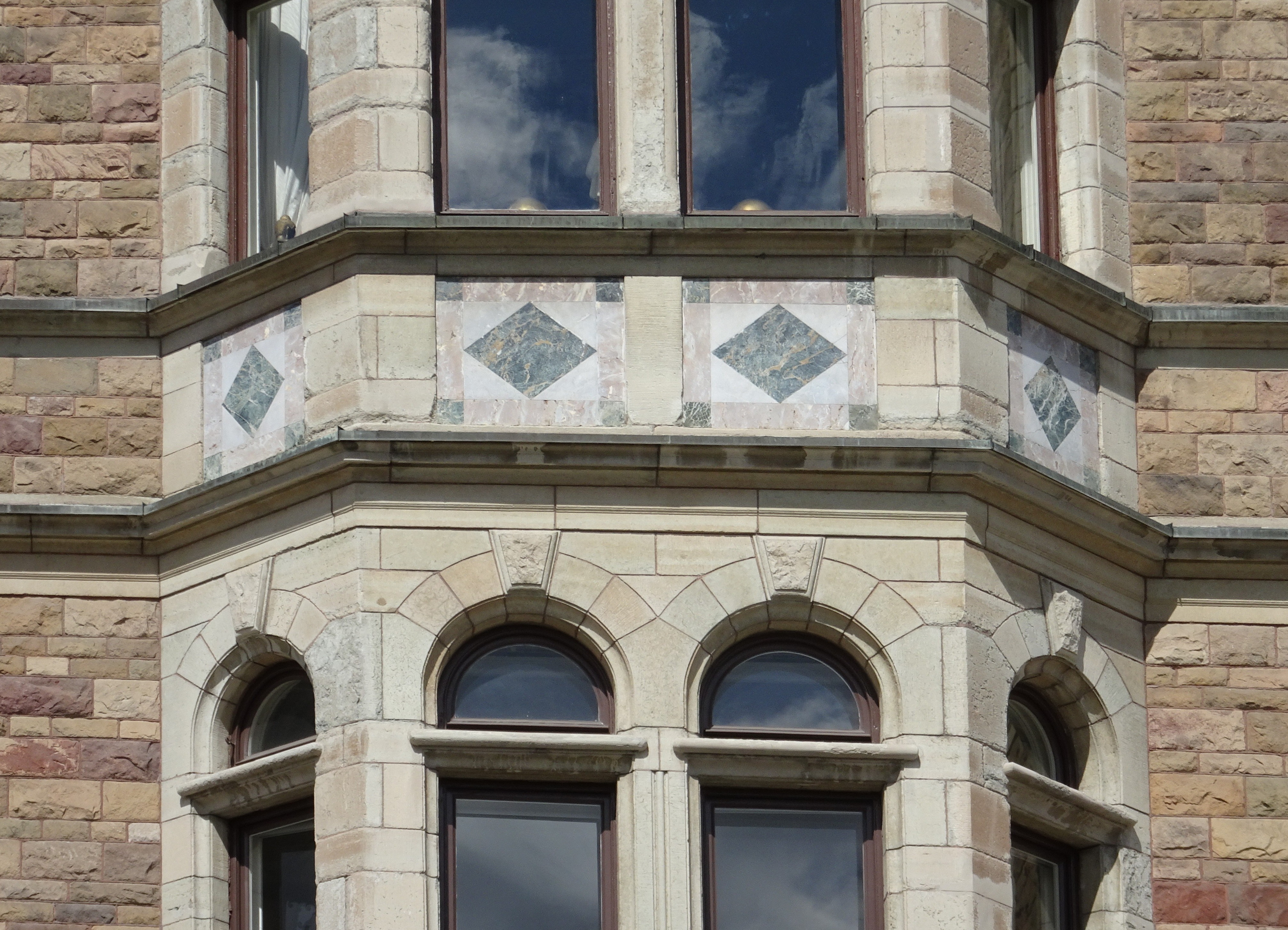
Burspråk med marmorinläggningar.
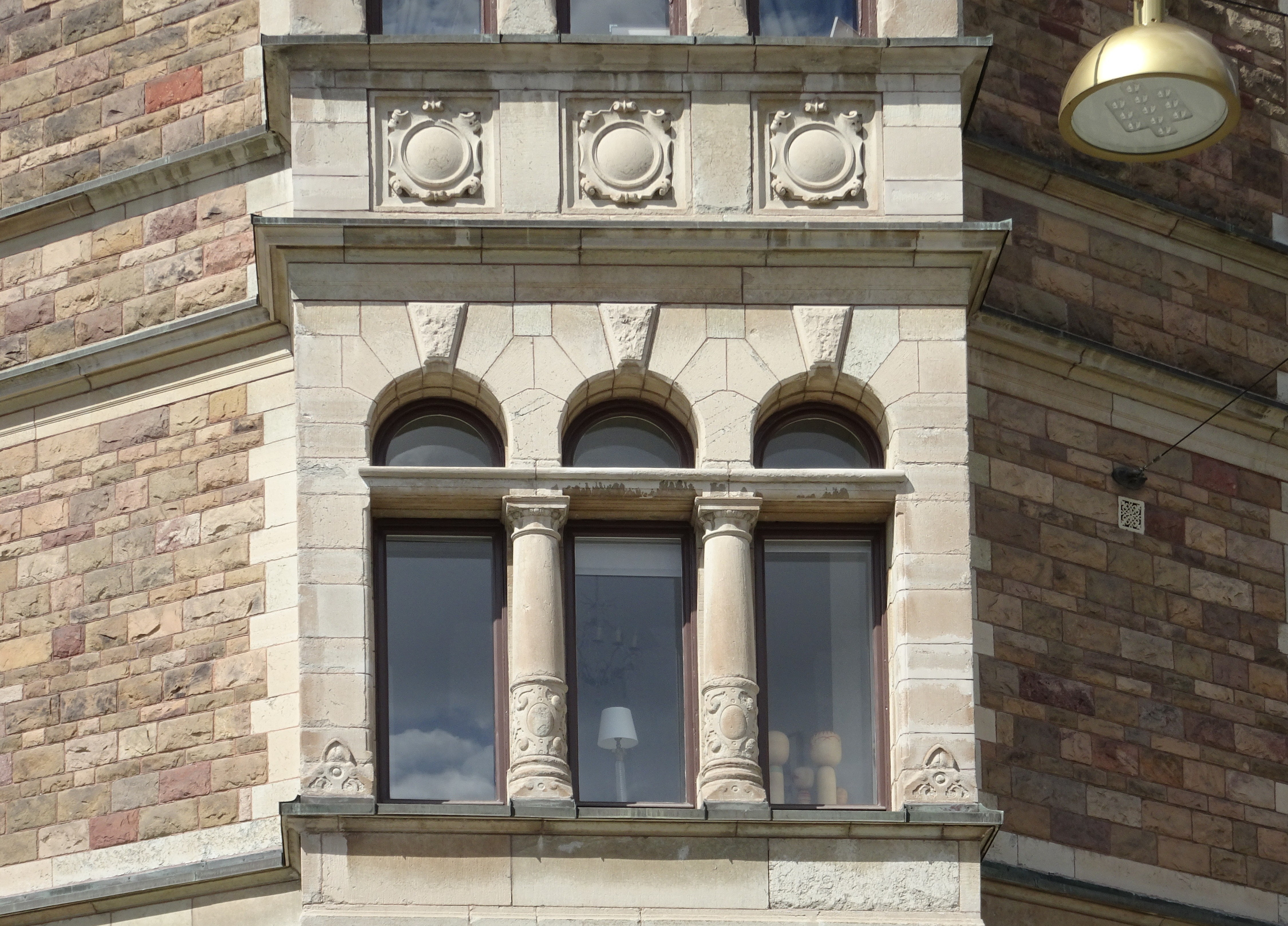
Burspråket på hörnet.
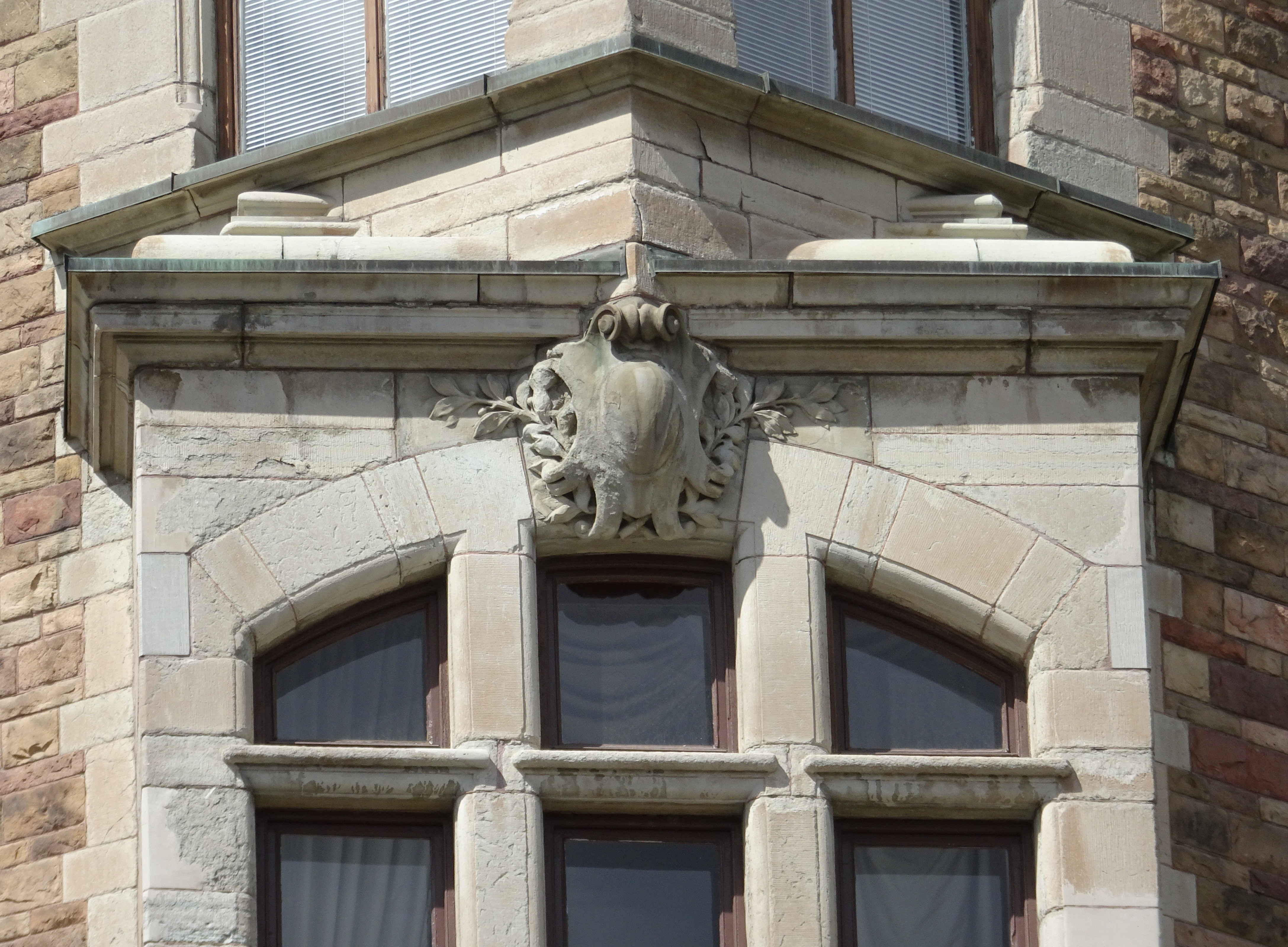
Kartusch överst på hörnburspråket.

### Interiör

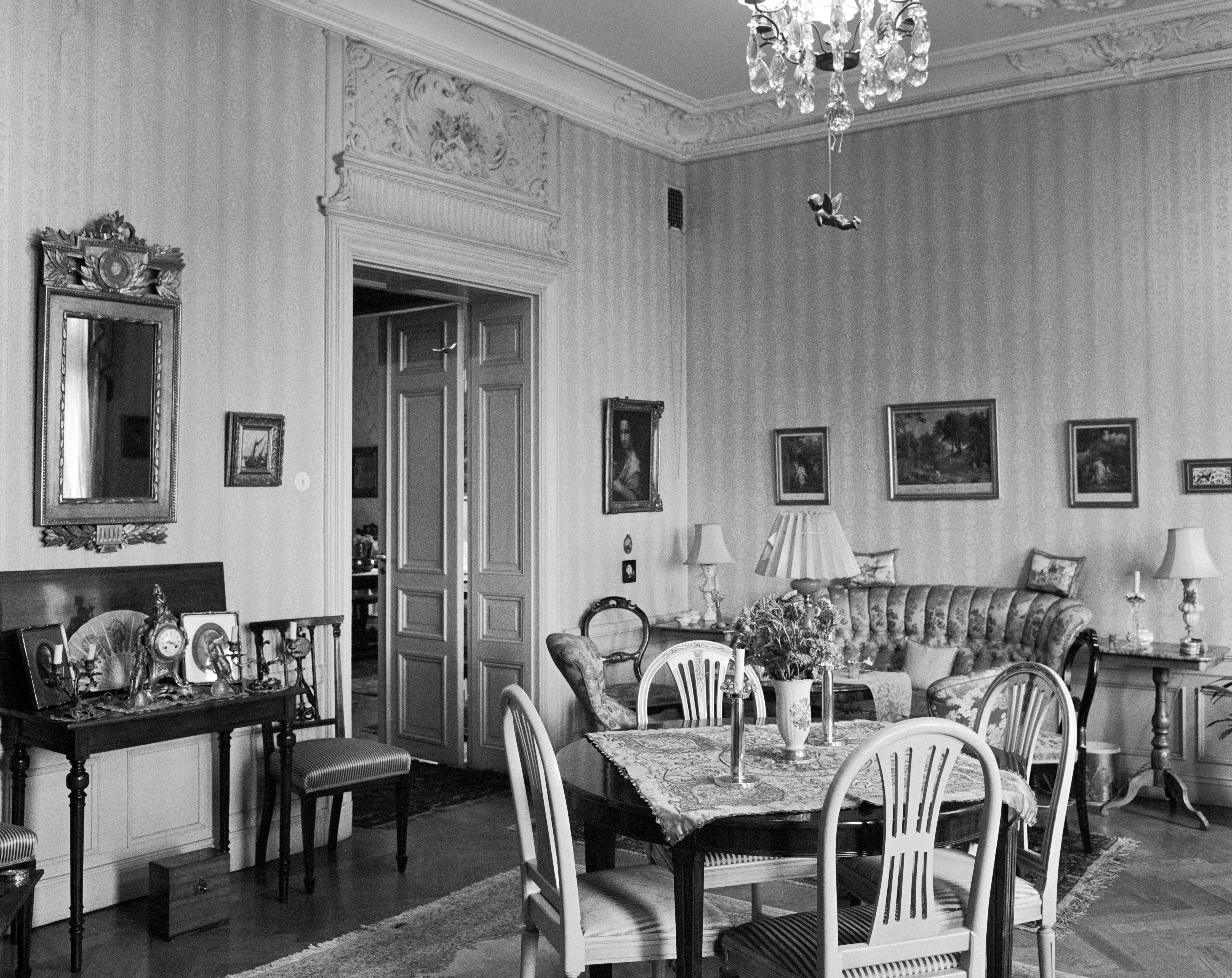
Salongsinteriör, 1973.

Även entréhallen gestaltades påkostad och överdådig. Här ligger vitt marmorgolv med röd och svart bård. En kort marmortrappa leder upp till mellanplanet. Rummets tak är utformat som kryssvalv och pompejanskt dekorerat. Väggarna delas av pilastrar med fält och lister i gul, röd, vit och svart stucco lustro. 
Gathuset fortsätter med två flyglar inåt gården. Våningsplanen hade två stora lägenheter per våning. De nåddes via huvudtrappan från gatan medan köksregionen med rum för tjänstefolk fick en kökstrappa i varje flygel, tillgänglig från gården. I samband med en byggnadsinventering på 1970-talet besöktes några lägenheter av Stadsmuseet. De var då fortfarande välbevarade med ursprungliga snickerier bland annat mönstrade parkettgolv, höga paneler, dekorativa dörröverstycken och salstak med intarsiamålad fris. Tak, taklister och övre dörröverstycke var i stuck, några med ursprunglig målning. Köken var moderniserade.

### Ägare och hyresgäster
En av husets tidiga hyresgäster var järnhandlaren Filip Slöör, bror till Julius Slöör (1835–1876), som då hade sin kända järnhandel AB Julius Slöör i kvarteret Medusa i Gamla stan. Fastighetsägare var 1898 fortfarande byggmästaren Per August Wersén. Några år senare hade han såld huset. Sedan 1979 ägs fastigheten och husets 12 lägenheter av bostadsrättsföreningen Krabaten nr 2.

## Referenser

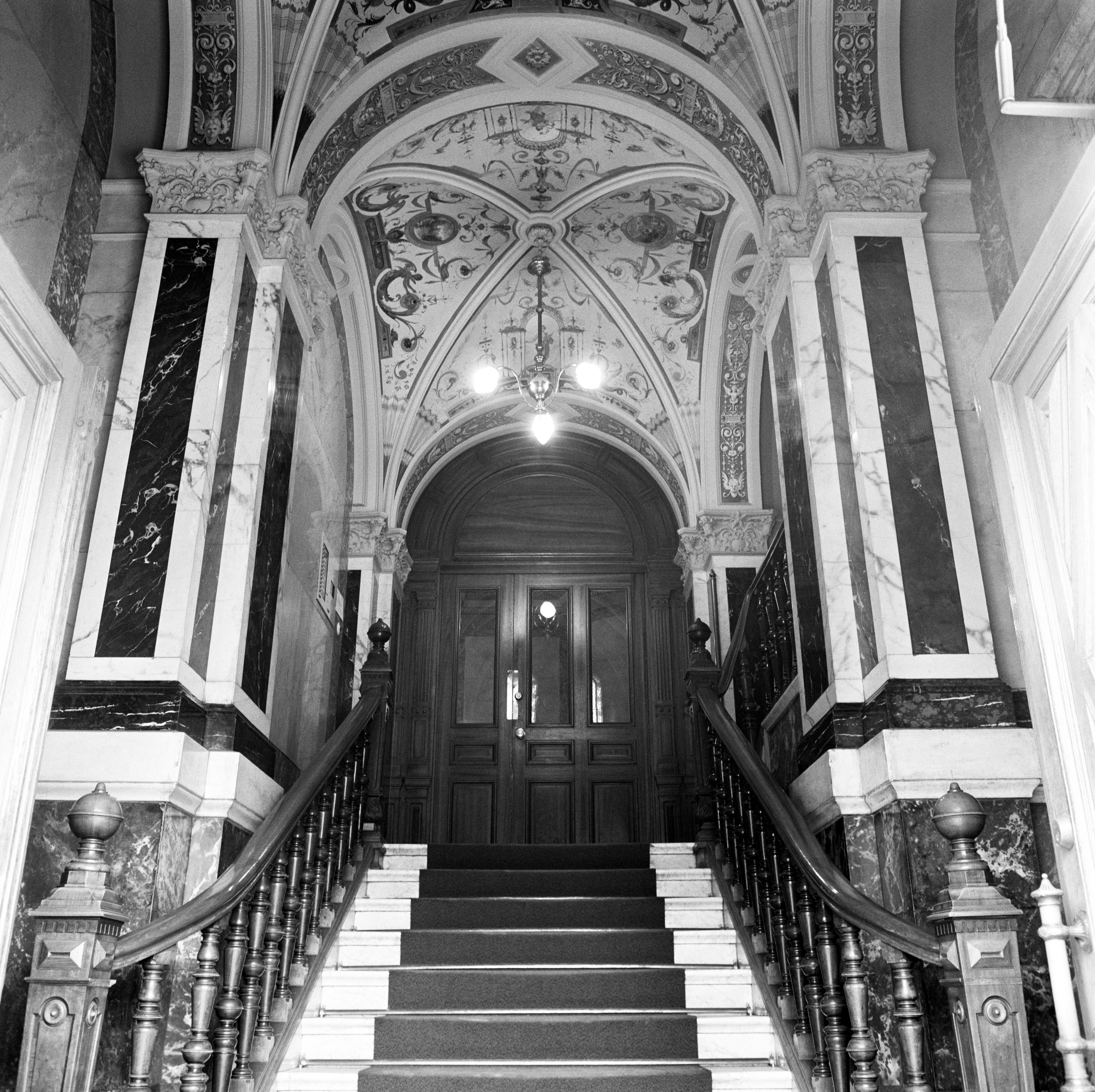
Entréhallen, 1973.